# Orix-szövőmadár
Az orix-szövőmadár  vagy oryx-szövőmadár (Euplectes orix) a madarak (Aves) osztályának a verébalakúak (Passeriformes) rendjéhez, ezen belül a szövőmadárfélék (Ploceidae) családjához tartozó faj.

## Rendszerezése
A fajt Carl von Linné svéd természettudós írta le 1758-ban, az Emberiza nembe Emberiza orix néven.

## Alfajai
- Euplectes orix nigrifrons (Bohm, 1884) - a Kongói Demokratikus Köztársaság keleti része, Uganda, Ruanda, Burundi, Kenya délnyugati része, Tanzánia és Mozambik középső része
- Euplectes orix sundevalli (Bonaparte, 1850) - Zimbabwe, Mozambik déli része és a Dél-afrikai Köztársaság északkeleti része
- Euplectes orix orix (Linnaeus, 1758) - Angola, Zambia nyugati része, a Kongói Demokratikus Köztársaság déli része, valamint Namíbia északi része és Botswana északi része
- Euplectes orix turgidus (Clancey, 1958) - Namíbia déli része és a Dél-afrikai Köztársaság déli része [2]

## Előfordulása
Afrika déli részén szinte mindenütt megtalálhatóak kolóniái. Előfordul Botswana, Namíbia, a Dél-afrikai Köztársaság, Zimbabwe és Mozambik szinte teljes területén, kivéve Namíbia északi részének és Botswana középső területeinek sivatagos területeit és egy keskeny sávot amely végighúzódik Zimbabwe nyugati részén és a dél-afrikai Transvaal északi területein.
Természetes élőhelyei a szubtrópusi és trópusi száraz erdők, szavannák és cserjések, valamint másodlagos erdők. Állandó, nem vonuló faj.

## Megjelenése
Testhossza 13 centiméter, testtömege 17-30 gramm. a tojók valamivel kisebbek, mint a hímek. 
A fajnál nagyon kifejezett ivari dimorfizmus figyelhető meg. A tojók és a fiatal madarak tollazata fakó barnás-homokszínű, nagyon hasonlítanak egy nőstény házi verébre. Nászidőszakon kívül a hímek tollazata is hasonló.
Ezzel szemben a hímek a nászidőszak során a szövőmadárfélék között is kifejezetten színes madárnak számítanak. Tollazatuk ilyenkor fejük hátsó felén, hátukon és farukon fénylő vörös színűvé válik. Az arcuk és hasuk viszont egészen sötét fekete színű lesz a szaporodási időszakban. Szárnyuk és farkuk színe azonban ilyenkor is az egész évben megszokott fakóbarnás színű marad.
Mindkét ivar csőre rövid, kúpos, alkalmas magvak kicsippentésére és feltörésére.
|  |  |

## Életmódja
A faj a költési időszakon kívül nagy csapatokban él. Tápláléka vadon élő fűfélék és termesztett gabonafélék magvai.
A fiókanevelési időszakban viszonylag sok rovart is fog, hogy a fiókák nagy fehérjeigényét fedezni tudja.

## Szaporodása
Az ivarérettséget egyéves korban éri el. 
A kifejlett hímek miután nászruhát öltöttek elejtik násztáncukat, hogy elcsábíthassák a tojókat. Valamely magas, nyílt helyre, többnyire egy-egy magasabb nádszál végére kiülnek és onnan hallatják párhívó hangjukat. Amikor feltűnik egy tojó a közelben egészen izgatottak lesznek, tollaikat felmeresztik és így ugrálnak a nádszálak között.
A költési időszak időpontja az esős évszak függvényében változik. 
A fészek fűből szőtt kerek építmény. A hímek fészküket a magas fű közé, a nádasba építik, de mezőgazdasági területen előfordul, hogy kukoricatáblában vagy cukornádültetvényen is fészkel. A fészkek bejárata oldalról nyílik.  
A fészekalj 3-4  tojásból áll. Ezeken a tojó 11-14 napig kotlik. A tojások lerakása után a hím elhagyja a tojót és új fészket épít, hogy újabb tojót tudjon elcsábítani. A költés és később a fiókák felnevelése a tojó feladata. 
A fiatal madarak a kelés után 2 héttel repülnek ki.

## Természetvédelmi helyzete
Az elterjedési területe rendkívül nagy, egyedszáma pedig stabil. A Természetvédelmi Világszövetség Vörös listáján nem fenyegetett fajként szerepel.

## Fordítás
- Ez a szócikk részben vagy egészben  az   Oryxweber című német Wikipédia-szócikk ezen változatának fordításán alapul.  Az eredeti cikk szerkesztőit annak laptörténete sorolja fel. Ez a jelzés csupán a megfogalmazás eredetét és a szerzői jogokat jelzi, nem szolgál a cikkben szereplő információk forrásmegjelöléseként.